# Fritz Rudolf Fries
Fritz Rudolf Fries (Bilbao, 19 maggio 1935 – Petershagen/Eggersdorf, 17 dicembre 2014) è stato uno scrittore e traduttore tedesco.

## Biografia
Di madre spagnola e padre tedesco, è nato a Bilbao e nel 1942 si è trasferito con la famiglia in Germania. Nel dopoguerra si è ritrovato in Germania Est, ha studiato all'Università di Lipsia, e in seguito ha iniziato una prolifica attività di traduttore e curatore, specializzandosi in letteratura dell'America Latina.
Esordisce come scrittore con il romanzo picaresco Der Weg nach Oobliadooh ("La strada per Oobliadooh"), che incappa nelle maglie della censura della Repubblica Democratica Tedesca, ma nel 1966 viene pubblicato in Germania Ovest e gli dona un'immediata notorietà internazionale.
Dopo la riunificazione è emersa la sua attività come agente della Stasi, il che ha portato alla sua espulsione dal PEN club e dall'Accademia delle Arti di Berlino.